# کاچتسه (استان اشوی‌داشکسیه)
کاچتسه (به لهستانی: Kaczyce) یک منطقهٔ مسکونی در لهستان است که در گمینا لیپنگک واقع شده‌است. کاچتسه ۲۴۰ نفر جمعیت دارد.